# Skomoroszki (chutor)
Skomoroszki (biał. Скамарошкі, Skamaroszki; ros. Скоморошки, Skomoroszki) – chutor na Białorusi, w obwodzie grodzieńskim, w rejonie grodzieńskim, w sielsowiecie Kopciówka. Sąsiaduje z Grodnem.
Dawniej folwark i majątek ziemski. W dwudziestoleciu międzywojennym leżały w Polsce, w województwie białostockim, w powiecie grodzieńskim.
Obok znajdują się Skomoroszki – dawna wieś, obecnie część Grodna.